# He Was Her Man
He Was Her Man is een Amerikaanse dramafilm uit 1934 onder regie van Lloyd Bacon.

## Verhaal
De ex-gedetineerde Flicker Hayes is pas op vrije voeten. Hij wil een paar rekeningen vereffenen, voordat hij wegvlucht uit New York. Enkele criminelen stellen dat niet op prijs en ze zetten een prijs op zijn hoofd. In San Francisco maakt hij kennis met de prostituee Rose Lawrence, die naar het zuiden wil gaan om te trouwen. Hij reist met haar mee, maar hij heeft alleen niet in de gaten dat iemand hem op het spoor is.

## Rolverdeling
| Acteur          | Personage        |
| --------------- | ---------------- |
| James Cagney    | Flicker Hayes    |
| Joan Blondell   | Rose Lawrence    |
| Victor Jory     | Nick Gardella    |
| Frank Craven    | Pop Sims         |
| Sarah Padden    | Mevrouw Gardella |
| Harold Huber    | J.C. Ward        |
| Russell Hopton  | Monk             |
| Ralf Harolde    | Frank Deering    |
| John Qualen     | Dutch            |
| Bradley Page    | Dan Curly        |
| Samuel E. Hines | Gassy            |
| George Chandler | Buffetbediende   |
| James Eagles    | Whitey           |